# Joanna Drozda
Joanna Drozda (ur. 8 listopada 1980 w Warszawie) – polska aktorka filmowa i teatralna.

## Życiorys
Absolwentka PWST w Krakowie (2004). W latach 2004–2008 występowała w Starym Teatrze w Krakowie. Od 2008 aktorka Teatru Dramatycznego w Warszawie.
Ważniejsze role filmowe i telewizyjne to: Dziewczyna z dzieckiem w filmie „Huba” reż. Anka Sasnal i Wilhelm Sasnal; Sklepowa w „Z daleka widok jest piękny” reż. A. Sasnal i W. Sasnal; Jola w „Popiełuszko. Wolność jest w nas” reż. Rafał Wieczyński; Elwira Parchuć w serialu „Nad rozlewiskiem…” reż. Adek Drabiński.
Jest laureatką wielu nagród m.in.: Grand Prix (wspólnie z Martą Ojrzyńską) za autorski spektakl „Brzeg-Opole” na XII Ogólnopolskim Konkursie na Wystawienie Polskiej Sztuki Współczesnej, a także II nagrody aktorskiej za rolę Agnieszki w tym samym konkursie (2006). Zdobyła główną nagrodę żeńską za rolę w spektaklu „Brzeg-Opole” na Ogólnopolskim Festiwalu Komedii „Talia” w Tarnowie.
W Teatrze Polskim w Poznaniu wyreżyserowała spektakl „Extravaganza o miłości”, „Extravaganza o władzy” a także „Extravaganza ganzeGALA”.

## Życie prywatne
Córka satyryka Tadeusza Drozdy, żona aktora Piotra Polaka.

## Filmografia
- Niebezpieczni dżentelmeni (2022) jako Zofia Nałkowska
- Barwy szczęścia (2021) jako wizytatorka Milena Kwietniewska
- Hallo Syrena, czyli premiera się odbędzie (2020) jako reżyserka
- Hura, wciąż żyjemy! (2020) jako Rosa
- O jedno zdanie za dużo (2020) jako matka
- Moje serce (2019) jako przyjaciółka Rozi
- Stulecie Winnych (2019) jako Irena Krzywicka
- Fascinatrix (2018) jako Dorota/Staś
- Pensjonat nad rozlewiskiem (2017–2018) jako Elwira
- Karuzela (2017) jako Kama
- Komisarz Alex (2017) jako Inga
- Kontener (2017) jako Maryna
- Na dobre i na złe (2017) jako Jola Wolska
- Wierność (2017) jako Ilona
- Na noże (2016) jako Joanna, kucharka
- Perseidy (2016) jako Ola
- Słońce, to słońce mnie oślepiło (2016) jako siostra Oli
- Ameryka (2015) jako prostytutka
- Lokatorki (2015) jako koleżanka z biura
- Ojciec Mateusz (2015) jako Krystyna Kasprzyk
- Cisza nad rozlewiskiem (2013–2014) jako Elwira
- 10 apgar (2013) jako koleżanka z pokoju
- Huba (2013) jako dziewczyna
- Przepis na życie (2013) jako kobieta
- Nad rozlewiskiem (2012) jako Elwira
- Życie nad rozlewiskiem (2011) jako Elwira
- Miłość nad rozlewiskiem (2010) jako Elwira
- Hotel 52 (2010) jako Mariola, żona Henia
- Z daleka widok jest piękny (2010)
- Dom nad rozlewiskiem (2009) jako Elwira
- Popiełuszko. Wolność jest w nas (2009) jako Jola
- Ojciec Mateusz (2008) jako żona Henryka

Reżyseria
- Hallo Syrena, czyli premiera się odbędzie (2020)